# Каролтон (Кентаки)
Каролтон (енгл. Carrollton) град је у америчкој савезној држави Кентаки.

## Демографија
По попису из 2010. године број становника је 3.938, што је 92 (2,4%) становника више него 2000. године.
| Група             | 2000.         | 2010.         |
| Белци             | 3.528 (91,7%) | 3.387 (86,0%) |
| Афроамериканци    | 86 (2,2%)     | 79 (2,0%)     |
| Азијати           | 7 (0,2%)      | 19 (0,5%)     |
| Хиспаноамериканци | 170 (4,4%)    | 364 (9,2%)    |
| Укупно            | 3.846         | 3.938         |